# Мостиська Друга сільська рада
| Мостиська Друга сільська рада — колишній орган місцевого самоврядування у Мостиському районі Львівської області з адміністративним центром у с. Мостиська Другі. Історична дата утворення: в 1978 році. Сільській раді підпорядковані населені пункти: - с. Мостиська Другі |

## Склад ради
Рада складається з 15 депутатів та голови.

### Керівний склад ради
| ПІБ                   | Основні відомості                                                 | Дата обрання | Дата звільнення |
| --------------------- | ----------------------------------------------------------------- | ------------ | --------------- |
| Жук Галина Петрівна   | Сільський голова, 1949 року народження, освіта, позапартійна      | 26.03.2006   | 31.10.2010      |
| Паук Іван Олексійович | Сільський голова, 1954 року народження, освіта вища, безпартійний | 31.10.2010   |                 |

Примітка: таблиця складена за даними джерела